# Понтичне море
Понтичне або Понтійське море — морський басейн, що існував у понтичному віці. Займав площу сучасного Чорного, Азовського і частково Каспійського морів, південну частину сучасної території України, Передкавказзя та Нижньодунайську низовину. Понтичне море було порівняно теплим, неглибоким, слабосолоним замкненим басейном. Найбільші розміри воно мало на початку віку, на півночі досягало приблизно лінії, що проходить через сучасні населені пункти — Кривий Ріг, Запоріжжя, Комишуваху.